# Danny Strong
Daniel William "Danny" Strong, född 6 juni 1974 i Manhattan Beach i Kalifornien, är en amerikansk skådespelare, manusförfattare, regissör och producent av litauiskt, ryskt och polskt ursprung (med en judisk familjebakgrund). I sin karriär som skådespelare är han mest känd för rollerna som Jonathan Levinson i Buffy och vampyrerna, Doyle McMaster i Gilmore Girls och Danny Siegel i Mad Men. Han har också skrivit manus till filmerna Recount, Game Change och The Butler, samt har varit medskrivare på de två sista The Hunger Games-filmerna Mockingjay – Part 1 och Mockingjay – Part 2. Strong är också medskapare, exekutiv producent, regissör och författare för Fox-serien Empire, och har dessutom skapat, skrivit och regisserat den prisbelönta Hulu-miniserien Dopesick.
Strong har vunnit två stycken Emmy Awards, två stycken Writers Guild of America Awards, en Producers Guild of America Award, två stycken Peabody Awards och en NAACP Image Award. Han är sedan den 29 december 2016 förlovad med Caitlin Mehner.